# Konstanty Apołłow

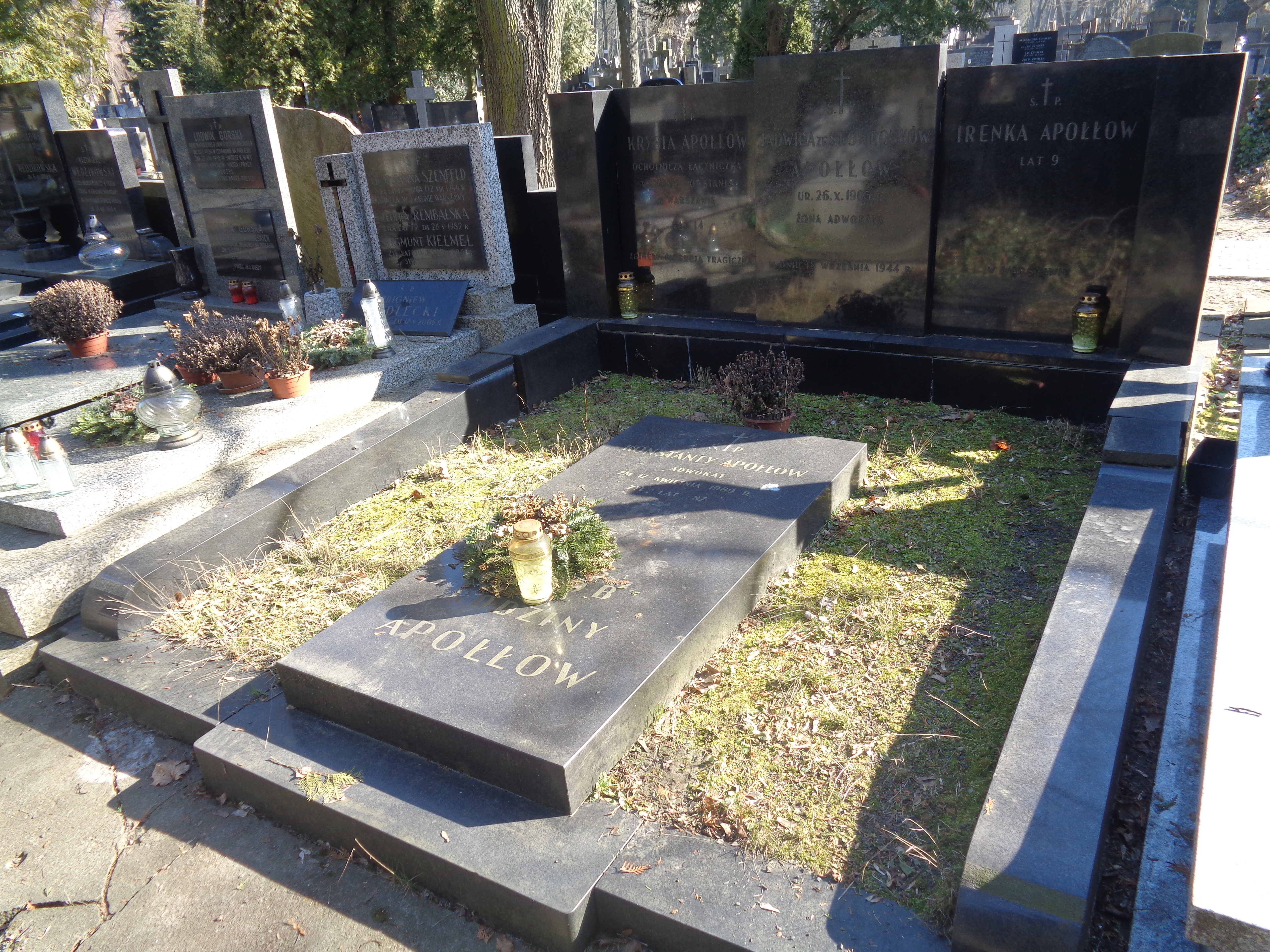
Nagrobek Konstantego Apołłowa na Cmentarzu Powążkowskim

Konstanty Apołłow (ur. 23 listopada 1902, zm. 17 kwietnia 1989) – polski adwokat, Sprawiedliwy wśród Narodów Świata.

## Życiorys
Adwokat zamieszkały podczas okupacji niemieckiej w Warszawie przy ulicy Skorupki 6. Jego małżonką była Jadwiga Apołłow, z którą miał dwie córki: Krystynę i Irenę (żona i dzieci zmarły tragicznie podczas powstania warszawskiego). Latem 1942 r. szwagierka Apołłowa, Irena Skowronek, poprosiła małżeństwo o udzielenie schronienia zbiegłej z getta Annie Neuding, Żydówce w podeszłym wieku. Kobieta była pod opieką Apołłowa i jego małżonki przez dwa miesiące, do czasu znalezienia bezpieczniejszej kryjówki. W 1946 r. Apołłow pracował w Sądzie Okręgowym w Łodzi mieszkając przy ulicy Trębackiej 18 m. 2. W 1960 r. pracował w zespole adwokackim w Warszawie.
Zmarł 17 kwietnia 1989 r. w wieku 87 lat. Został pochowany w grobie rodzinnym na Starych Powązkach w Warszawie (kw. 150, rz. 2).
7 maja 1987 r. Konstanty Apołłow został uznany przez Jad Waszem za Sprawiedliwego wśród Narodów Świata. Wspólnie z nim uhonorowano pośmiertnie jego żonę, Jadwigę Apołłow.

## Publikacje
- Uregulowanie w drodze sądowej prawa własności parcelowanych gruntów nakładem Księgarni F. Hoesicka, 1935 r.[8]
- Uwagi o moratorium dla lokali handlowych i przemysłowych Palestra, Tom 14, Numer 1-2, 1937 r., s. 70-75[9]
- Odroczenie eksmisyj z lokali handlowych i przemysłowych wyd. Marian Ginter – Księgarnia Wydawnictw Prawniczych, 1937 r.[10]
- Prawo ubogich w świetle doktryny i praktyki wyd. Księgarnia Powszechna, 1938 r.[11]
- Skarga pośrednia: (art. 1166 kodeksu Napoleona) wyd. Biblioteka Polska, 1939 r.[12]
- Służebności gruntowe według prawa obowiązującego w b. Królestwie Kongresowem wyd. Biblioteka Polska, 1939 r.[13]
- Zmiany w przepisach o prawie ubogich w k. p. c. a dotychczasowe orzecznictwo Gazeta Sądowa Warszawska, nr 5-7, 1939 r.[14]